# Proneomenia valdiviae
Proneomenia valdiviae is een Solenogastressoort uit de familie van de Proneomeniidae. De wetenschappelijke naam van de soort is voor het eerst geldig gepubliceerd in 1902 door Thiele.